# Rhodinia hattoriae
Rhodinia hattoriae är en fjärilsart som beskrevs av Inoue 1964. Rhodinia hattoriae ingår i släktet Rhodinia och familjen påfågelsspinnare. Inga underarter finns listade.